# Narcissus blanchardii
Narcissus blanchardii là một loài thực vật có hoa trong họ Amaryllidaceae. Loài này được Zonn. mô tả khoa học đầu tiên năm 2008.